# Walter Zeman
Walter Zeman (1 de maig de 1927 - 8 d'agost de 1991) fou un futbolista austríac de la dècada dels 50 que jugava de porter.
Formà part de la selecció d'Àustria coneguda com a segon wunderteam.
Comença la seva trajectòria al club SV Wienerberger, però aviat fitxà pel FC Viena. El 1945 ingressà al Rapid Viena i disputà el seu primer partit amb la selecció. Amb el Rapid guanyà vuit lligues i una copa locals.
Amb la selecció disputà la Copa del Món de Futbol de 1954, competició en què arribà a semifinals. En total fou 41 cops internacional.